# Luoyang

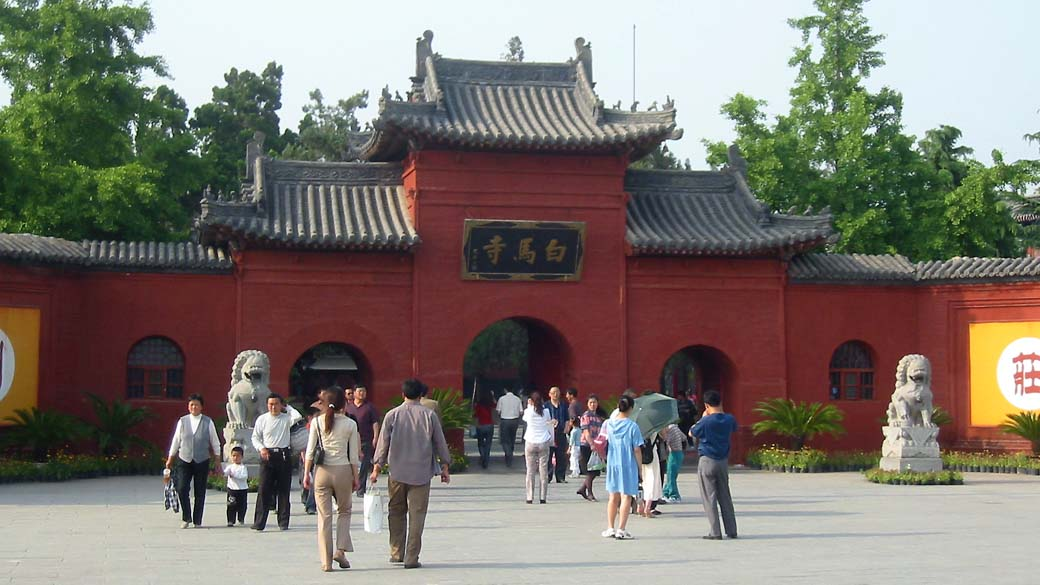
Entrada do templo do Cavalo Branco

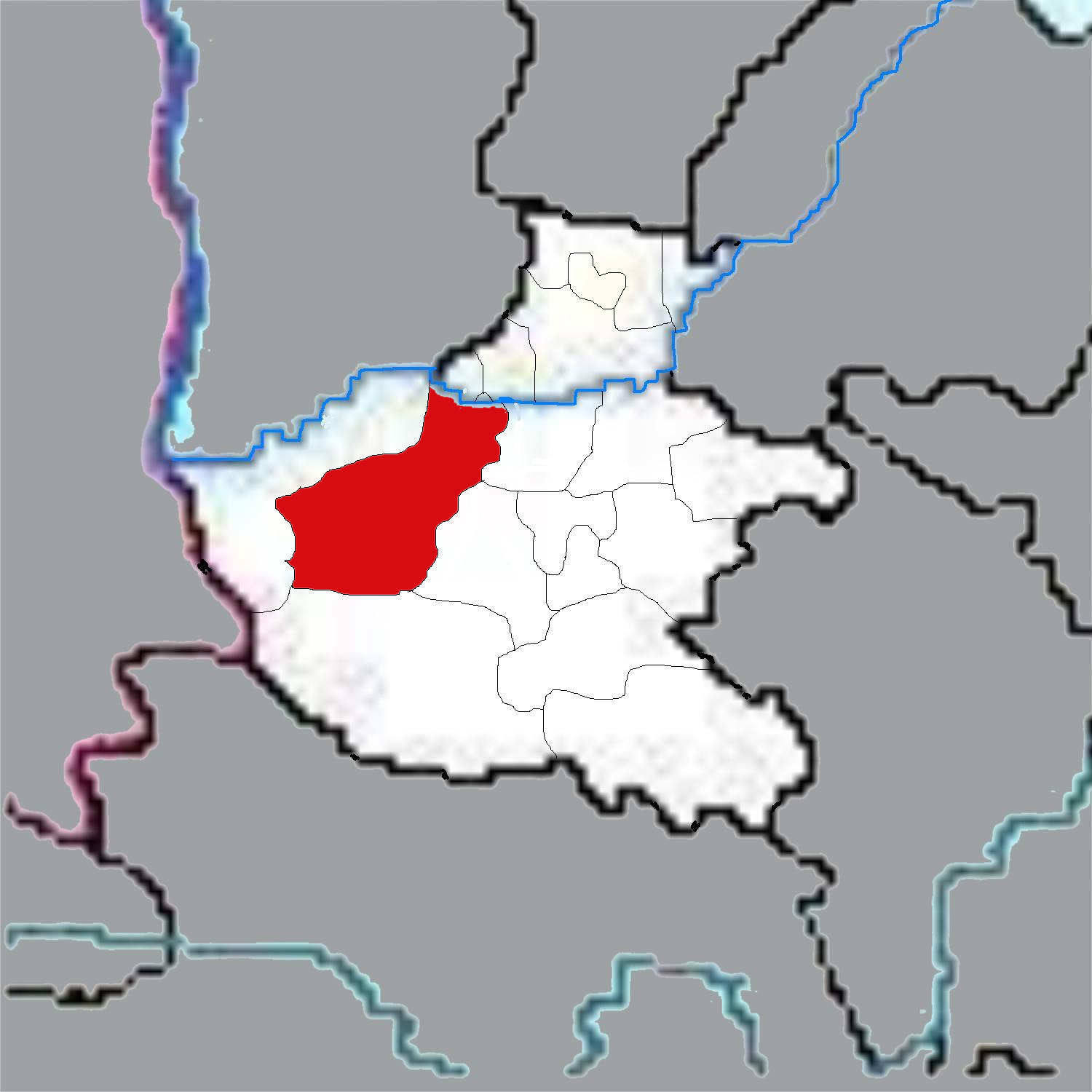
Localização de Luoyang (em vermelho) na província de Honã (em branco)

Luoyang ou Loyang (chinês simplificado: 洛阳; chinês tradicional: 洛陽; pinyin: Luòyáng) é uma cidade da província de Honã, na República Popular da China. Localiza-se nas margens do Rio Luo, no noroeste da província. Tem cerca de 1 489 000  habitantes. Desde 770 A.C., foi a capital da China durante vários períodos, o último dos quais em 1932. Designou-se Henanfu entre 1644 e 1912.

## História
A região de Luoyang já era considerada sagrada desde o final do período Neolítico. Esta região de confluência entre os rios Luo e Yi era, então, considerada o centro geográfico da China. Devido a esta sacralidade, várias cidades, todas com o nome de "Luoyang", foram erguidas na região. Em 2070 a.C., o rei Tai Kang, da dinastia Xia, transferiu a capital xia para a interseção dos rios Luo e Yi e a nomeou Zhenxun (斟鄩). Em 1600 a.C., Tang de Shang derrotou Jie de Xia, o último rei da dinastia Xia, e construiu Bo Ocidental (西亳), a nova capital no rio Luo. Em 1136 a.C., uma cidade chamada Chengzhou (成周) foi construída pelo duque de Zhou para abrigar os remanescentes da dinastia Shang. O duque também transferiu os Nove Caldeirões da antiga capital da dinastia Zhou, Haojing, para Chengzhou. Uma segunda capital zhou ocidental, Wangcheng (ou Luoyi) foi construída quinze quilômetros a oeste de Chengzhou. Wangcheng se tornou a capital da dinastia Zhou Ocidental em 771 a.C. 
Em 510 a.C., a capital dessa dinastia passou a ser Chengzhou. Posteriormente, Luoyang, a capital da dinastia Han Oriental, seria construída sobre Chengzhou. A atual Luoyang se encontra sobre as ruínas de Wangcheng, as quais podem ser vistas hoje no parque Wangcheng. Em 27 de novembro de 25, Luoyang foi declarada a capital da dinastia Han Oriental pelo imperador Guang Wudi. Por vários séculos, Luoyang foi o ponto focal da China. Em 68, o templo do Cavalo Branco, o primeiro templo budista da China, foi fundado em Luoyang. O templo ainda existe, embora sua arquitetura atual date principalmente do século XVI. An Shigao foi um dos primeiros monges a popularizar o budismo em Luoyang. Em 166, a primeira missão romana enviada pelo "rei de Da Kin (império Romano), Andun (Marco Aurélio) (r. 161-180)," chegou a Luoyang vinda da prefeitura de Rinan (atual Vietnã central), onde chegara por via marítima. No fim do século II, a China caíra na anarquia:
| “ | O declínio foi acelerado pela rebelião dos Turbantes Amarelos, que, embora derrotada pelas tropas imperiais em 184, enfraqueceu o estado ao ponto de gerar uma série de rebeliões que culminaram numa guerra civil e no incêndio da capital han Luoyang em 24 de setembro de 189. Em seguida, houve um estado de contínua instabilidade e guerras na China até uma paz provisória em 220, mas com o estabelecimento de três reinos provisórios ao invés de um império unificado. | ” |

Em 190, o chanceler Dong Zhuo ordenou o saque da cidade após ela ter se retirado da coalizão de cidades chinesas que havia se formado para combatê-lo. Na sequência, a capital foi transferida para a mais defensável cidade ocidental de Chang'an. Após um período de desordem, Luoyang voltou a ocupar uma posição de destaque quando o imperador Cao Pi da dinastia Wei a declarou sua capital em 220. A dinastia Jin, que sucedeu a dinastia Wei, também reinou a partir de Luoyang. Quando a dinastia Jin foi derrotada pelos Xiongnus em 311, ela foi forçada a transferir sua capital para Jiankang (atual Nanquim). Os xiongnus saquearam e quase destruíram Luoyang. O mesmo ocorreu a Chang'an em 316. 
Em 493, a dinastia Wei do Norte transferiu sua capital de Datong para Luoyang e começou a construção das grutas de Longmen. Mais de 30 000 estátuas budistas da época desta dinastia foram encontradas nas grutas. Muitas esculturas possuíam face dupla. O templo Yongning, que possuía um pagode de nove andares, também foi construído em Luoyang nessa época. Quando o imperador Sui Yangdi assumiu em 604, ele fundou uma nova Luoyang no lugar da cidade antiga baseando-se no modelo urbanístico que o seu pai Yang Jian havia aplicado na reconstruída Chang'an. Durante a dinastia Tang, Luoyang se chamou Dongdu (东都), "Capital Oriental", e, no seu auge, abrigou uma população de aproximadamente 1 000 000 de pessoas, inferior apenas a Chang'an, que, na época, era a cidade mais populosa do mundo. 
Durante o Período das Cinco Dinastias e dos Dez Reinos, Luoyang foi a capital dos Liang Posteriores (apenas por um curto período até a capital ser transferida para Kaifeng) e dos Tang Posteriores. Durante a dinastia Song do Norte, Luoyang foi a "capital ocidental" e o local de nascimento de Zhao Kuangyin, o fundador da dinastia Song. Foi um proeminente centro cultural no período, lar de importantes filósofos.

## Subdivisões
|                      | Chinês | Área (km²) | População |
| -------------------- | ------ | ---------- | --------- |
| Distritos            |        |            |           |
| Distrito de Chanhe   | 瀍河区 | 29         | 170 000   |
| Distrito de Jianxi   | 涧西区 | 89         | 450 000   |
| Distrito de Jili     | 吉利区 | 80         | 70 000    |
| Distrito de Laocheng | 老城区 | 57         | 130 000   |
| Distrito de Luolong  | 洛龙区 | 243        | 330 000   |
| Distrito de Xigong   | 西工区 | 56         | 340 000   |
| Cidade               |        |            |           |
| Cidade de Yanshi     | 偃师市 | 948        | 830 000   |
| Condados             |        |            |           |
| Condado de Luanchuan | 栾川县 | 2 478      | 320 000   |
| Condado de Luoning   | 洛宁县 | 2 350      | 450 000   |
| Condado de Mengjin   | 孟津县 | 759        | 440 000   |
| Condado de Ruyang    | 汝阳县 | 1 325      | 430 000   |
| Condado de Song      | 嵩县   | 3 009      | 520 000   |
| Condado de Xin'an    | 新安县 | 1 160      | 490 000   |
| Condado de Yichuan   | 伊川县 | 1 243      | 750 000   |
| Condado de Yiyang    | 宜阳县 | 1 666      | 670 000   |